# 纳古石棺墓群
纳古石棺墓群，位于中华人民共和国云南省德钦县西北部的横断山区、澜沧江上游东岸，当地为藏族聚居区。

## 特点
1974年10月，德钦县馆文物工作队曾到该县南部的永芝进行过石棺墓的调查清理。1976年9月，纳古南因水土流失露出一洞穴。当地中共德钦县委宣传部与德钦县文化馆到现场入洞。1977年8月，云南省博物馆与德钦县文化馆文物队到纳古进行实地调查，发现是一处石棺墓葬群。试掘工作自8月23日至30日，清理石棺墓二十三座试掘分别在三个地点进行。1976年发现处为第一地点，清理墓葬六座。墓葬沿山腰一字排列，其中三座顺山腰呈南北向，另三座则呈东西向。第二地点在第一地点南约60米处，较第地点高出20米左右，清理墓葬三座。第三地点在第一地点东北约100余米，坡度较前两地点缓平，墓葬分布比较集中。葬器物有铜器（柳叶形矛、曲柄剑、双圆饼茎首剑、藁末铜饰、铜镯、脚环）、泥质黑陶陶器（双耳罐和单耳罐）、石器、海贝。